# Marius Briceag
Marius Ionuţ Briceag (sinh ngày 6 tháng 4 năm 1992) là một cầu thủ bóng đá người România thi đấu cho Universitatea Craiova, ở vị trí hậu vệ.